# Пиншон, Вильгельм
Святой Вильгельм Пиншон, он же Гильом Пиншон (фр. Guillaume Pinchon, не ранее 1175 и не позднее 1184, Сент-Альбан — 29 июля 1234, Сен-Бриё) — французский католический прелат, епископ Сен-Бриё с 1220 года до своей смерти.
Канонизирован 24 марта 1247 года папой Иннокентием IV; покровитель епархии Сен-Бриё.
День памяти — 29 июля.

## Биография
Родился около 1175 года в Сен-Альбане в крестьянской семье. Учился в Сен-Бриё, где получил малые чины, и служил помощником у трёх епископов, в будущем его непосредственных предшественников. Был каноником в Турском соборе после того, как епископ Жослен рукоположил его в священники.
В 1220 году назначен епископом Сен-Бриё. Известен своей стойкой защитой церковных дел от государственного вмешательства. Отличался кротостью и смирением, спал на голых досках. В 1225 году продал всё своё имущество во время голода, чтобы помочь бедным и бездомным. Пьер I, герцог Бретани, вынудил его отправиться в изгнание в 1228 году, и он провёл некоторое время в Пуатье, прежде чем вернулся в свою епархию в 1230 году после того, как герцог примирился с папой Григорием IX. Во время своего изгнания в Пуатье он помогал там больному епископу исполнять церковные обязанности.
Умер в 1234 году, а через два года его останки были обнаружены нетленными. Мощи были сожжены во время Великой Французской революции.